# Alexander Rivera Vielma
Alexander Rivera Vielma (ur. 6 marca 1974 w Mérida) – wenezuelski duchowny katolicki, biskup San Carlos de Venezuela (nominat).

## Życiorys
19 września 1998 otrzymał święcenia kapłańskie i został inkardynowany do archidiecezji Méridy. 
27 maja 2025 papież Leon XIV mianował go biskupem diecezji San Carlos.